# اللورد عمدة لندن
اللورد عمدة لندن (بالإنجليزية: Lord Mayor of London)‏ هو عمدة المدينة وقائد مجلس مؤسسة مدينة لندن. وهو أحد أقدم المناصب الرسمية المنتخبة المستمر حتى الآن وهو منفصل تماماً عن عمدة لندن والذي هو منصب سياسي يدير موازنة تغطي لندن الكبرى.
قامت مؤسسة لندن بتعديل اسمها خلال العام 2006 ليصبح مؤسسة مدينة لندن (بالإنجليزية: City of London Corporation)‏، وبالتالي تم استخدام تسمية اللورد عمدة مدينة لندن (بالإنجليزية: Lord Mayor of the City of London)‏ وذلك لتفادي الالتباس مع عمدة لندن. على الرغم من ذلك بقي الاسم القانوني والمتداول هو اللورد عمدة لندن. يتم انتخاب اللورد العمدة في 29 أيلول / سبتمبر من كل عام ويتولى منصبه يوم الجمعة قبل السبت الثاني من تشرين الثاني / نوفمبر.
الدور الرئيسي للورد العمدة حالياً هو دعم وتعزيز الشركات والمقيمين في مدينة لندن. معظم هذه الشركات تعمل ضمن القطاع المالي ويعتبر اللورد العمدة بطل القطاع المالي على امتداد المملكة المتحدة بغض النظر المكان ضمن الدولة. بصفته قائد لمؤسسة مدينة لندن، فإن اللورد العمدة هو المتحدث الرسمي باسم السلطة المحلية وتقع عليه مسؤوليات اجتماعية واحتفالية مهمة. اللورد العمدة لا يتبع أي اتجاه سياسي وعادة ما يلقي مئات الخطابات سنوياً ويحضر العديد من أحداث الاستقبال وغيرها من المناسبات ضمن لندن وخارجها.